# Personaggi di Shannara
Elenco dei personaggi immaginari della saga letteraria di Shannara, un ciclo di romanzi fantasy scritto da Terry Brooks.

## Ahren Elessedil
Compare nel ciclo de Il viaggio della Jerle Shannara e nel ciclo de Il Druido supremo di Shannara. È un membro della famiglia reale degli Elfi e in seguito diventerà uno dei nuovi Druidi. Quando Walker Boh preparò la spedizione per giungere nel continente di Parkasia e recuperare la grande magia che vi era nascosta, il Re degli Elfi, Allardon Elessedil, fu brutalmente assassinato dalla Strega di Ilse e lasciò il trono ai suoi due figli: Ahren e Kylen Elessedil. Nella speranza di sbarazzarsi del fratello, Kylen riesce a convincere il suo giovane fratello a partecipare alla spedizione in qualità di rappresentante ufficiale della famiglia Elessedil. Durante il lungo viaggio nello Spartiacque Azzurro, Ahren continua il suo addestramento con il suo mentore, Ard Patrinell, e stringe una forte amicizia con Bek Ohmsford. Arrivati nel nuovo continente, la compagnia si divide per esplorare l'entroterra e in questo modo scoprono l'antica città di Castledown, dove vengono attaccati da macchine sconosciute. Ahren e la veggente Ryer Ord Star riescono ad evitare la morte ma sono spinti all'interno del labirinto sotterraneo di Antrax; tuttavia, insieme, i due sono riusciti a liberare Walker dal tremendo supercomputer e a recuperare le perdute Pietre degli Elfi appartenenti alla famiglia Elessedil. Dopo la morte dell'ultimo Druido, il gruppo fugge dal pericoloso continente ma venne attaccato dai Mwelleret al servizio del Morgawr e fatto prigioniero. Ahren, che si era lentamente innamorato di Ryer Ord Star, è stato sconvolto quando vide che la donna si alleò con il malvagio stregone. Ed è stato ulteriormente sconvolto quando Ryer lo ha aiutato a fuggire ma al costo della sua stessa vita. Tornato ad Arborlon, restituì le pietre magiche a suo fratello, e seguì Grianne Ohmsford a Paranor per studiare le arti magiche. Amara fu la sorpresa di Kylen Elessedil quando scoprì che a capo dell'ordine druidico non c'era Walker Boh, ma l'odiata Strega di Ilse, l'assassina di suo padre. Accusò Ahren di collaborare con lei e lo esiliò da Arborlon; nonostante ciò il principe degli elfi continuò il suo apprendistato a Paranor, e dopo alcuni anni, divenne un potente Druido sostenitore di Grianne Ohmsford. Tuttavia, con il passare degli anni la fortezza divenne un nido di cospiratori e dopo aver rifiutato la strega elfica Iridia Eleri, si convinse che era il momento di andarsene e partì alla volta del piccolo villaggio di Emberen dove avrebbe vissuto come un eremita. Tuttavia, non tutti nella casa degli Elessedil lo disprezzavano: infatti c'era sua nipote Khyber, che voleva diventare ardentemente un Druido, e così Ahren, la indirizzò allo studio delle arti magiche. Ahren e Khyber si unirono quindi alla spedizione di Tagwen e Penderrin Ohmsford per salvare Grianne dagli orrori del Divieto. Nel corso dell'avventura per raggiungere il Tanequil, l'aiuto del Druido si rivelerà fondamentale per contrastare le macchinazioni dei congiurati di Shadea a'Ru. Tuttavia, nella palude costiera del Lazareen, nello scontro con Terek Molt Ahren ha la peggio e decide di sacrificarsi per permettere a sua nipote Khyber di distruggere il druido e la Galaphile usando le Pietre Magiche. Il corpo di Ahren Elessedil verrà bruciato su una pira la sera stessa, dai suoi compagni di viaggio, che grazie alla sua determinazione al suo sacrificio potranno continuare il loro viaggio.

## Allanon
È uno dei personaggi principali della prima trilogia e presente come personaggio secondario negli altri romanzi della saga. È l'ultimo dei Druidi, figlio di Bremen. Ultimo druido depositario dei segreti degli antichi stregoni e dotato di poteri magici, che rappresenta il "mentore", la "guida" di alcuni componenti della famiglia degli Ohmsford, eredi di quel re degli elfi (Jerle Shannara) che con l'aiuto di un potente talismano, una spada magica chiamata la spada di Shannara, era riuscito a sconfiggere un potentissimo druido rinnegato chiamato Brona, successivamente conosciuto come "Signore degli Inganni". Il Druido accompagnerà i vari Ohmsford di turno nelle pericolosissime missioni che solo loro possono intraprendere, in qualità di ultimi discendenti di sangue di Shannara e dotati (anche inconsapevolmente) della capacità di evocare ed utilizzare le arti magiche. Tali avventure sono sempre volte a liberare il mondo (le cosiddette "quattro terre") da varie entità malvagie che, di volta in volta, cercano di distruggere le altre razze conosciute - elfi, nani e uomini - e soggiogare il mondo al loro potere. Tuttavia, per paura di causare il fallimento delle varie missioni, sceglie di non svelare mai completamente le verità delle quali solo lui è depositario e custode, così attirando su di sé, almeno in parte, la diffidenza di alcuni dei protagonisti delle avventure narrate nei racconti di Terry Brooks. Infine è utile sapere che è il figlio adottivo del druido Bremen, a sua volta ultimo rimasto della grande famiglia dei druidi che vivevano nella rocca di Paranor, tutti uccisi a loro volta dal druido ribelle Brona che, avendo ceduto la mente ed il corpo alla magia nera, era diventato un'entità malvagia meglio conosciuta come "Signore degli Inganni". Morirà ucciso da una Jachyra a 582 anni.

## Amberle Elessedil
è uno dei personaggi de Le Pietre Magiche di Shannara, secondo libro dell'epopea. Amberle, nipote del re degli elfi Eventine, è scelta dall'Eterea come eletta. Quando la pianta si rende conto del fatto che si sta indebolendo invia alla ragazza dei messaggi telepatici ma la ragazza si sente troppo assoggettata alla pianta e fugge dalla Capitale elfa. Quando però tutti gli eletti vengono uccisi dal demone fuggito dal Divieto, Allanon si reca con Wil Ohmsford a cercarla. La ragazza dovrà portare il seme della pianta al Fuoco di Sangue, nella Malaterra all'estremo ovest, per permettere la rinascita della pianta stessa e garantire in tal modo la salvezza degli Elfi e di tutte le Quattro Terre. Sebbene riluttante Amberle parte nel suo viaggio verso la Malaterra con Wil Ohmsford ed è all'inizio schiva e riservata nei confronti del giovane ma quando i due resteranno soli nel loro viaggio inizieranno a preoccuparsi l'uno dell'altra e a provare reciproco amore. Uniti dalle difficoltà del viaggio per sfuggire al Mietitore, il malvagio demone sulle loro tracce, i due raggiungono la Malaterra anche grazie all'aiuto della nomade Eretria, innamoratasi di Wil. Raggiunto il Fuoco di Sangue Amberle immerge il seme dell'Eterea in esso e prende una drammatica decisione. Nel frattempo Wil riesce con molti sforzi a raggiungere il potere delle Pietre e a sconfiggere il Mietitore. I due, con Eretria, possono ora tornare ad Arborlon ma qui si concretizza la decisione di Amberle: la ragazza sacrifica il suo amore per Wil e la sua stessa vita per trasformarsi nell'Eterea e respingere nuovamente i demoni nel Divieto, salvando così le quattro terre.

## Angela Perez
protagonista della trilogia de La genesi di Shannara, prequel de ciclo di Shannara. Durante le Grandi Guerre i genitori di Angela, originari dell'America Latina, attraversarono clandestinamente la frontiera degli Stati Uniti e si stabilirono a Los Angeles nella speranza di un futuro migliore. A causa di un'epidemia, il padre e la madre della giovane Angela morirono prematuramente, lasciando sola la loro bambina di otto anni. Qualche giorno dopo Angela incontrò un altro immigrato clandestino di nome Johnny, che decide di adottarla. Nei sei anni successivi, Johnny insegnò alla ragazza a procurarsi il cibo, a cucinare, a difendersi ed a individuare le minacce, rendendola praticamente autosufficiente. L'uomo era amato e rispettato all'interno di una piccola comunità di sopravvissuti della città ma ciò non bastò a salvarlo da un agguato teso da una banda di malviventi. Tre anni dopo a quella tragica morte, Angela incontrò O'olish Amaneh, che la convinse ad unirsi alla causa del Verbo, donandogli il bastone nero dei Cavalieri del Verbo. Angela intraprese così la lotta contro i demoni e gli ex uomini e i suoi combattimenti diventarono leggenda; a Denver incontra Robert, un altro Cavaliere del Verbo, con cui prosegue la guerra contro il Vuoto. Tuttavia, Robert decise di andare a salvare le ultime fortezze dell'Arizona e del Nuovo Messico supplicando Angela di rimanere a Los Angeles: si diceva infatti che a capo di quest'invasione ci fosse il Vecchio. Angela non rivide mai più Robert e sapendo la sua fine cerca di persuadere gli abitanti delle fortezze della città a fuggire, ma essi non le prestano attenzione e la ignorarono. L'invasione però si verificò comunque e in pochi mesi la maggior parte delle fortezze della città caddero: riuscì a salvare solo quei pochi che le avevano dato retta. Mentre evacuava una delle fortezze venne assalita da Delloreen che intendeva ucciderla: scampata miracolosamente allo scontro si diresse nelle campagne dove aveva allestito una piccola milizia di vagabondi e reietti che avrebbero scortato i sopravvissuti fino a San Francisco. I suoi piani vennero stravolti dall'arrivo di un emissario della Signora, un Tatterdemalion di nome Ailie, che la informa dell'esistenza degli elfi e della sua nuova missione: dovrà andare nel Cintra e salvare la razza elfica dalla distruzione. Con l'aiuto delle Pietre Magiche e di due elfi di nome, Kirisin e Simralin, Angela Perez arriva sul monte Syrring dove è custodito il Loden, un talismano magico in grado di mettere al sicuro la razza elfica. Per la quarta volta si scontra con il demone Delloreen e finalmente riesce ad eliminarlo salvando i suoi due compagni da morte certa

## Aphasia Wye
È uno degli antagonisti e compare nel libro Il Druido Supremo di Shannara. È al servizio di Shadea a'Ru e il suo scopo è eliminare il giovane Penderrin Ohmsford. Aphasia Wye era un reietto, un ragazzo di strada che abitava nei sudici bassifondi di Dechtera. In qualche momento della sua vita fu mutilato e reso deforme da uomini crudeli e lo avevano umiliato oltre l'inverosimile: tutto questo gli aveva procurato, oltre che pesanti danni fisici, anche gravi danni psichici che lo costrinsero a isolarsi dal resto del mondo e a creare un mondo lugubre e vuoto dove si trovasse a suo agio. Divenne un assassino, e in pochi anni uno dei migliori in assoluto. Seguiva un suo segreto codice di condotta che lo imponeva di considerare ogni uccisione come un rito di purificazione. Non lo si poteva contattare di persona ma bisognava spargere la voce negli ambienti giusti che si desiderava la sua lama e il suo talento. Incontrò per la prima volta Shadea a'Ru mentre stava dando la caccia ad un disertore dell'esercito ma ovviamente era arrivato prima lui e lo aveva fatto a pezzi. Shadea non trovò mai repellente l'assassino: l'aspetto non contava per lei, erano il talento e le abilità a fare la differenza, e Aphasia era un vero macellaio. L'amicizia fu inevitabile e da allora furono inseparabili. Quando Shadea divenne Ard Rhys ordinò all'assassino di collaborare con Terek Molt per uccidere Pen Ohmsford e gli consegnò il letale Stiehl. Nel porto di Anatcherae, Aphasia Wye tese un agguato a Pen, che solo grazie all'intervento di Khyber Elessedil riuscì a sfuggirgli tramite la nave volante dei corsari. Quando Gar Hatch tradisce la compagnia di Pen e viene bloccato dai Druidi, Aphasia ne approfitta per salire a bordo della nave corsara per intraprendere da solo la caccia al giovane, si sbarazza dei corsari e tiene prigioniera Cinnaminson notando il suo potere. Pen, Khyber e Tagwen gli tendono una trappola che si conclude con esito positivo solo grazie al provvidenziale intervento di un leone di palude attirato nella zona dalla magia del giovane Ohmsford: nello scontro con la bestia, l'assassino viene ferito ed è costretto a inseguire le sue vittime fino a Stridegate. Qui, incurante della leggenda, si avventura nell'isola del Tanequil, dove però incontra la morte: l'antico albero non accetta intrusi e con le sue radici lo trascina sul fondo della gola dove viene sbranato dalla creatura che la sorveglia.

## Helt
Appare nel terzo romanzo della serie di Shannara, La Canzone di Shannara. Egli è un uomo della frontiera; incontra Jair Ohmsford nel consiglio degli Anziani dei Nani di Culhaven. Egli fa parte dello schieramento di uomini di Callahorn che vota in sede del Consiglio a favore di una risoluzione che crede al racconto della missione di Jair. In questa occasione si offre volontario per formare una piccola compagnia composta da: Garet Jax, Slanter, Elb Foraker, Edain Elessedil e se stesso che aiuterà Jair nel viaggio verso la Sorgente del cielo. La sua straordinaria forza di arciere permette di avvertire con un messaggio su una freccia i nani di Capaal che non possono più utilizzare per ritirarsi il ponte sul Cuneo; salva la vita allo gnomo Slanter fingendosi una Mortombra e conducendolo al sicuro nella fortezza di Capaal. Il suo valore di guerriero emerge più volte lungo il cammino, combatte, incurante delle ferite, contro le orde di feroci Gnomi che attaccano la piccola compagnia nelle stanze della fortezza Graymark. Però il gesto più nobile lo compie, nonostante sia ferito mortalmente da un mostro oscuro, bloccando l'apertura di una porta che ha visto passare i suoi amici, assicurandone la fuga. Il suo sacrificio rimarrà impresso nella mente di Jair.

## Hendel
Compare nel libro La Spada di Shannara. Hendel è un nano molto esperto in combattimento e furbo grazie ai molti anni passati a combattere nelle guerre di confine contro gli gnomi nelle immense foreste dell'Anar. Quando torna verso la capitale nanica Culhaven dalle grandi città del sud si imbatte in Menion Leah, che era stato stregato da una sirena, e lo porta a Culhaven, dove lo aspettano Flick e Shea Ohmsford. Partirà alla ricerca della Spada di Shannara con Allanon, Menion Leah, Flick e Shea Ohmsford, Durin e Dayel Elessedil e Balinor Buckhannah. Salverà tutti nel Wolfkstaag dagli gnomi alleati del Signore degli Inganni facendo da esca per attirarli e lasciar scappare i suoi amici; si salverà e ritroverà i suoi amici più avanti.

## Logan Tom
È il protagonista della trilogia de La genesi di Shannara, prequel del ciclo di Shannara. Logan era nato e cresciuto in una fortezza assieme a suo padre, sua madre e i due fratelli Tyler e Megan negli anni immediatamente successivi alle spaventose Grandi Guerre che avevano spazzato via la civiltà. All'età di otto anni aveva assistito all'assedio della fortezza e al massacro totale della sua famiglia da parte delle milizie di ex uomini del Vecchio. Riuscì a sopravvivere all'assalto di un gruppo di ex uomini grazie al provvidenziale intervento di Michael Poole e della sua banda di ribelli. Michael lo adottò e gli insegnò tutto sull'arte della lotta e lo rese partecipe delle sue azioni di guerriglia che lo resero una leggenda vivente in tutta la costa atlantica; la milizia di Michael attaccava i campi di schiavitù allestiti dagli ex uomini e ne liberava i prigionieri. Dieci anni dopo, Fresh il comandante in seconda di Michael, muore durante un attacco ad un campo di prigionia e questo evento traumatizzò il capo dei ribelli conducendolo ben presto sul sentiero della follia. Poco tempo dopo annuncia ai suoi uomini di voler attaccare l'impenetrabile campo del Confine, situato tra lo Stato dell'Indiana e dell'Illinois e reso famoso dalle pesanti difese che lo preservano. L'attacco si trasforma in un disastro: tutti i membri della milizia ribelle muoiono e lo stesso Logan è costretto ad uccidere, per autodifesa, il suo mentore ormai impazzito. Senza uno scopo e gettato in un mondo ostile, Logan vaga per sei settimane senza alcuna meta finché non viene contattato dalla Signora che lo rende un Cavaliere del verbo. Per altri dieci anni, Logan si dedica alla sistematica distruzione dei campi di schiavitù nel Midwest e caccia senza tregua gli ex uomini e i loro padroni: i demoni. A seguito di questo periodo, O'olish Amaneh gli affida un importante missione: dovrà trovare e proteggere il Variante, una magica creatura che potrebbe riportare l'equilibrio dalla parte del Verbo. Il Variante, può essere rintracciato con le ossa della mano di Nest Freemark, madre della forma umana di questa creatura magica. Arrivato a Seattle, Logan riesce a localizzarlo e scopre che ha assunto la forma di un ragazzo di nome Falco. Purtroppo il giovane è stato catturato dagli uomini della fortezza di Safeco e condannato a morte con il crimine di aver trafugato dei farmaci. Falco svanisce inspiegabilmente nel nulla, assieme alla sua fidanzata Tessa, proprio mentre un'armata di ex uomini piomba su Seattle. Logan decide di salvare il gruppo di bambini radunati dal Variante e li guida verso il fiume Columbia, come ordinatogli dalla Signora. Riesce a sconfiggere il cavaliere del Verbo rinnegato Krilka Koos ma cade in uno stato di incoscienza a causa delle ferite: successivamente viene curato da Falco, grazie alla sua magia di Variante, ritornato dopo aver scoperto la sua vera natura. Viene inviato dalla Signora per proteggere ed aiutare gli elfi contro l'esercito di ex uomini e fugge con Kirisin, l'elfo che ha usato la magia per sigillare il popolo elfico dentro una pietra magica, dopo aver fatto anche conoscenza di Simralin, di cui si è ivaghito. Con l'elfo raggiunge Falco e gli altri bambini, unitisi ad una carovana che il Variante dovrà guidare fino ad una nuova terra: la "Terra Promessa". Logan si ferma per ritardare l'avanzata dell'esercito dei demoni e riesce nell'impresa per il rotto della cuffia, grazie ad un abile strategia militare. Viene raggiunto da Simralin, con la quale riesce ad arrivare alla carovana in tempo per vedere il resto dell'esercito demoniaco inghiottito dalla terra grazie alla magia di Falco. Infine uccide il Vecchio con la sua magia. Nella Terra Promessa decide di partire con Kirisin e Simralin per vivere con il popolo elfico.

## Mareth
compare ne Il primo re di Shannara dove aiuta Bremen nella sua lotta contro il Signore degli Inganni. Druido apprendista al tempo della Seconda guerra delle Razze, Mareth ha avuto un passato davvero molto duro. La madre era morta durante parto che la diede alla luce e non conobbe mai suo padre; la gente del suo paese le aveva sempre detto che un giorno uno stregone malvagio giunse nel villaggio e aveva sedotto sua madre, per poi sparire nel nulla. I racconti ben presto la convinsero che il druido Bremen fosse il suo vero papà. All'età di 12 anni, la sua famiglia adottiva la mandò a fare apprendistato in una bottega di un vasaio locale che cercava ogni scusa possibile per picchiarla. Mareth era nata con una capacità notevole e pericolosa: aveva la magia innata, creduta estinta dall'ormai remota era di Faerie. La sua magia era estremamente potente, e, a volte, ne perse il controllo, scatenando un'esplosione di fiamme magiche che distruggevano qualsiasi cosa le fosse attorno. Tuttavia, questa magia innata si manifestò in Mareth anche sotto forma di Empatia, permettendole di assorbire il dolore degli altri e guarirli più rapidamente. Quando ebbe 15 anni già si era accorta di possedere questi talenti, seppur in forma limitata e lo sapevano anche suoi compaesani ignoranti e superstiziosi che l'avevano così emarginata. All'ennesima prepotenza che dovette subire dal suo principale, Mareth scatenò i suoi poteri finendo per ferirlo gravemente. Spaventata e confusa fuggì dal villaggio e si diresse a Nord dove con l'esperienza imparò ad esercitare un certo controllo sui suoi poteri. Fece domanda per accedere nell'ordine di guaritori degli Stor che però la rifiutarono: qualche tempo dopo incontrò l'ex druido Cogline che ansioso di poter fare un tiro mancino al suo vecchio ordine aiutò la ragazza, e le procurò dei documenti falsi che le attestarono due anni di studio presso i Guaritori Stor. Il Grande Druido Athabasca l'accolse a Paranor e la indirizzò verso l'approfondimento delle tecniche di guarigione proibendole però lo studio delle arti magiche che invece lei tanto desiderava apprendere. Dopo dieci mesi di studi, Bremen tornò a Paranor per informare i suoi pari di un imminente attacco di Brona. Lei, insieme ad alcuni Druidi lo seguì. Nei pressi della città di Dechtera, Mareth raccontò al vecchio Druido la sua storia e i suoi sospetti. Con sua costernazione, scoprì invece che Bremem non era suo padre, e che in realtà la sua magia innata poteva derivare solo dal fatto che era una figlia di un Messaggero del Teschio. Tuttavia, Bremen trattò sempre Mareth come se fosse stata davvero sua figlia e presso la foresta delle Querce Nere, creò per lei un bastone con cui poter scaricare a terra l'eccesso di magia che rischierebbe di consumarla. Il vecchio Druido dopo una seconda visita al Perno dell'Ade si diresse nelle Terre dell'Ovest mentre inviò Kinson e la ragazza presso i Nani per persuaderli ad inviare un esercito in soccorso agli elfi. Già durante il viaggio, i due giovani erano diventati buoni amici, ma durante il tragitto per raggiungere Cullhaven si arrivò ben oltre la semplice amicizia. Lungo il percorso incontrarono un servo di Brona che cercò di convincere Mareth del fatto che fosse suo padre, ma riuscitasi a destarsi grazie e Kinson, la giovane elimina la creatura, sperimentando con successo il bastone fornitole da Bremen. La ragazza partecipò alla Battaglia della Valle di Rhenn e dopo la vittoria di Jerle Shannara sulle forze maligne di Brona, rinunciò a percorrere la via dei Druidi. Durante la battaglia perde il bastone e liberando il suo potere magico incontrollabile ferisce gravemente Kinson. Dopo essere stata accanto a Kinson durante la sua convalescenza nell'avamposto nascente di Tyrsis, andò ad abitare insieme a lui su un'isoletta che avrebbe ospitato la città di Kern. Circa 500 anni dopo, una sua diretta discendente, Shirl Ravenlock avrebbe contribuito alla definitiva disfatta del Signore degli Inganni.

## Stige
Appare nel terzo romanzo della serie di Shannara, La Canzone di Shannara. È un malvagio mwellret, appartenente a una specie di troll, che usa la magia nera e si adatta cambiando forma all'ambiente in cui vive; ha l'aspetto di una lucertola. Stige viene catturato dai nani ed è sottoposto ad un interrogatorio, a cui assiste anche Jair Ohmsford. Percependo il potere magico di Jair, Stige lo rapisce durante la fuga con Slanter dalla fortezza nana. Jair viene salvato dalle prigioni in cui il mwellret l'aveva imprigionato, e Stige viene nuovamente catturato. Funge poi da guida nelle caverne della notte abitate dai prock, delle creature che si trovano ai lati della caverna e che frantumano le ossa di chi vi cade dentro; grazie alla sua magia Stige crea una luce che illumina senza ardere, e poi la lancia contro Jair. In quell'istante Garet Jax lo colpisce, facendolo cadere in un prock e causandone la morte.

## Viridiana
Viridiana è uno Spirito Elementale figlia del Re del Fiume Argento, e protagonista femminile del libro Il druido di Shannara. Dopo esser stata creata, Viridiana parte verso Culhaven per cercare Pe Ell e Morgan Leah, e dopo averli reclutati per la missione parte alla volta di Pietra del Focolare per cercare Walker Boh. Giunti a destinazione, passando per le Pianure di Rabb e per il Passo di Giada, trovano Walker Boh sotto le macerie di una casa distrutta dalla lotta tra Cogline e gli Ombrati. Viridiana lo salva, amputandogli il braccio morso dall'Asphinx, un serpente col potere di pietrificare chi ha la sventura di farsi mordere, l'unico ancora presente nelle Quattro Terre. Viridiana rivela a Walker la storia di Uhl Belk, che un tempo era il fratello del Re del Fiume Argento.
I quattro partono da Pietra del Focolare per andare a Rampling Steep, nella parte nord delle Montagne Charnal, dove trovano Horner Dees, l'unica persona mai tornata dopo aver compiuto un viaggio ad Eldwist, dimora di Uhl Belk. Viridiana gli chiede di accompagnarli là e lui malgrado la pericolosità del viaggio acconsente e li accompagna. Durante il viaggio Viridiana cambia, muta il suo essere, prova emozioni, che non avendo mai provato la preoccupano, la spaventano e la confondono, come l'amore che pian piano comincia a provare per Morgan Leah. Lui, dal canto suo, ricambia, le dice che è normale e le ridà fiducia in se stessa, dicendole che è più umana di molta altra gente, che non si tratta che di accumulare ricordi, cosa che sta già facendo.
Dopo la sconfitta di Uhl Belk, Pe Ell la uccide, e con la sua morte la terra e la città di Eldwist ritornarono al loro stato originario. Come ultimo regalo al suo amato Morgan, la sua magia riparò la Spada di Leah.